# Koninklijk domein Drottningholm

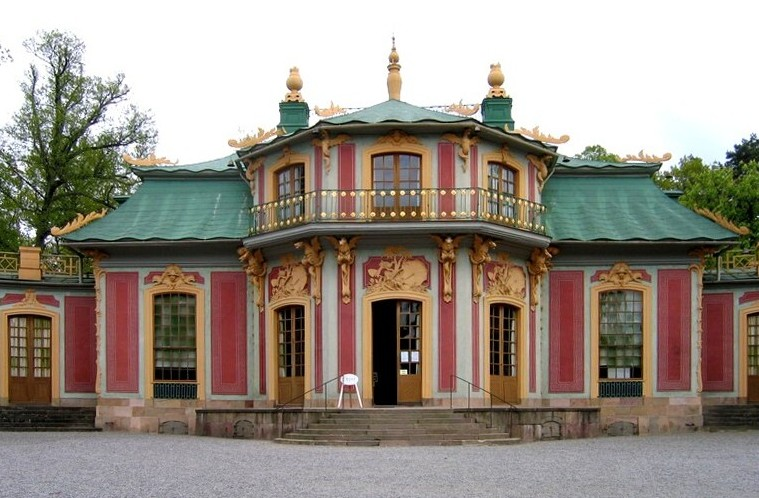
Het Chinese paviljoen

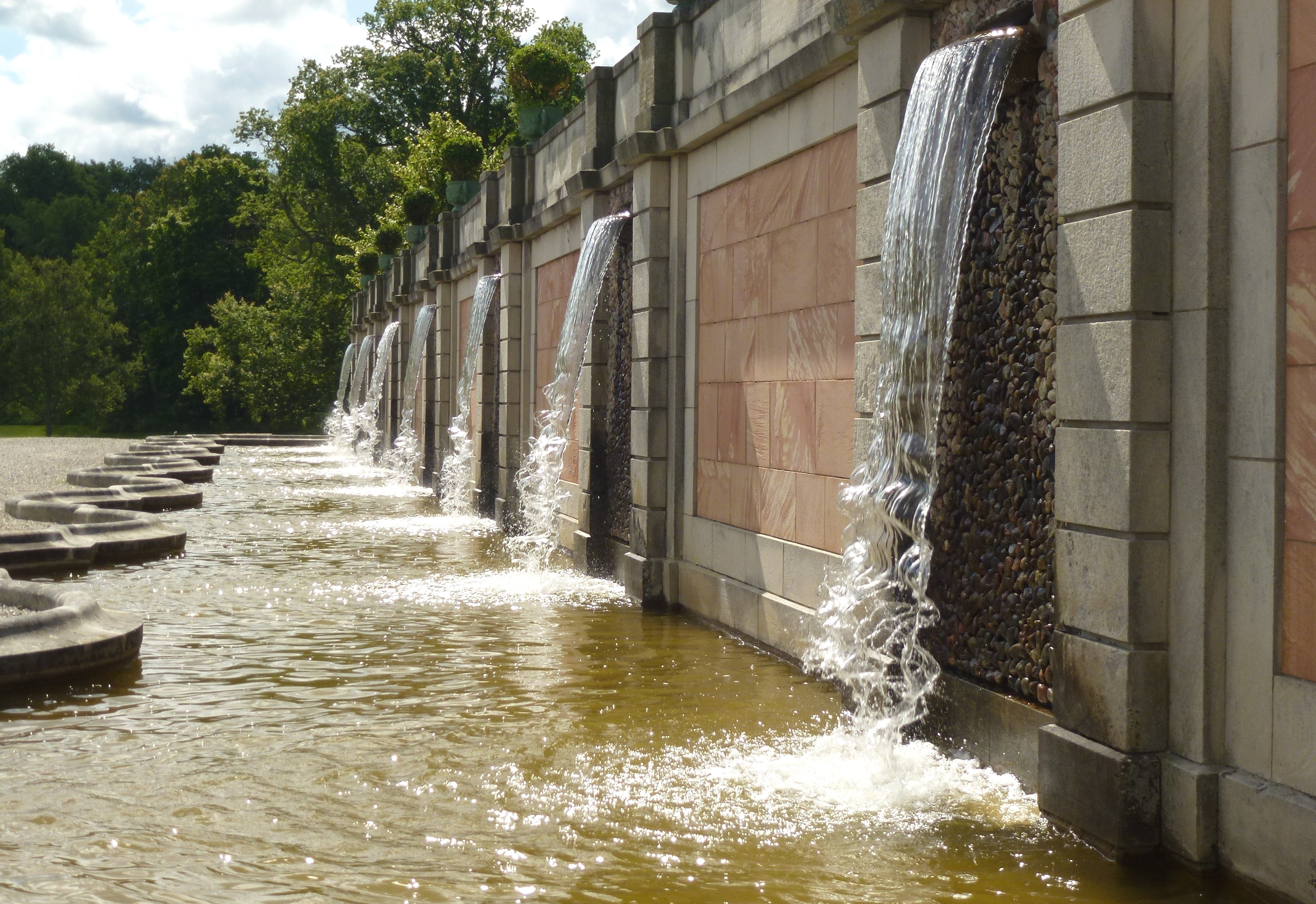
Watervallen in de baroktuin

Het Koninklijk domein Drottningholm is een slot met bijgebouwen en tuinen in de gemeente Ekerö, net buiten Stockholm. Het ligt op het eiland Lovön, een van de vele eilanden in het Mälarmeer en is sinds 1981 de privéresidentie van de Zweedse koninklijke familie. Het werd in 1991 als cultuurerfgoed op de Werelderfgoedlijst van de UNESCO opgenomen.
Het zuidelijke gedeelte van het slot is gereserveerd voor de koninklijke familie. De rest van het slot, de bijgebouwen en de tuinen zijn het hele jaar door te bezoeken. In 2001 is in de stallen het Museum de Vries ondergebracht.

## Geschiedenis
In 1580 liet Johan III van Zweden voor zijn echtgenote Catharina van Polen een plezierslot bouwen en noemde dit Koninginneneiland (drottning betekent koningin en holm eiland). Dit slot brandde op 30 december 1661 tot de grond toe af. Hedwig Eleonora van Sleeswijk-Holstein-Gottorp, de weduwe van Karel X Gustaaf van Zweden, liet hierna een nieuw slot bouwen, naar een ontwerp van architect Nicodemus Tessin (de oude) in barokstijl. Zijn zoon Nicodemus Tessin (de jonge) nam de bouwleiding over en legde ook een baroktuin naar Frans voorbeeld aan. In deze tuin staat ook een groot aantal beelden van Adriaen de Vries. Het park werd later vergroot en koning Gustaaf III liet in 1777 ook een Engelse tuin aanleggen.
Rond 1760 liet koningin Louisa Ulrika, echtgenote van Adolf Frederik van Zweden, een aantal nieuwe gebouwen bouwen door de architect Carl Fredrik Adelcrantz, waaronder het Chinese paviljoen en het Drottningholm Slottheater.
Het Chinese paviljoen (Kina Slott) is in de stijl van de Franse rococo gebouwd en biedt door het grote aantal Chinese en oriëntaalse elementen een exotische aanblik.
Het slottheater is een van de best bewaarde baroktheaters in Europa. Zijn hoogtepunt beleefde het onder Gustaaf III, die zelf voor het theater schreef en zelfs als toneelspeler optrad. Na zijn dood verviel het theater. Het werd pas aan het begin van de 20e eeuw herontdekt en in 1922 gerenoveerd. De toneeltechniek is nog origineel en er is ook een verzameling van oude toneelrekwisieten. Tegenwoordig wordt het theater weer gebruikt voor opvoeringen van toneelstukken en opera's.
De barokke tuin werd gedurende de 19e eeuw, samen met de rest van de gronden, zeer verwaarloosd, maar werd in de jaren vijftig en zestig van de 20e eeuw gerenoveerd op initiatief van koning Gustaaf VI.

## UNESCO-erfgoed
Drottningholm is de eerste van de veertien Zweedse inschrijvingen op de Werelderfgoedlijst van de UNESCO. De redenen waarom de UNESCO het als monument op de werelderfgoedlijst heeft geplaatst, zijn:
- Drottningholm – het kasteel, het theater, het Chinese paviljoen, en het park – is het beste voorbeeld in Zweden van een koninklijke 18e-eeuwse residentie, en is representatief voor alle Europese architectuur uit deze periode.
- De architectuur van het Slot Drottningholm vertoont kenmerken van het Franse Versailles, zoals vele andere paleizen in Europa in deze periode.

## Fotogalerij

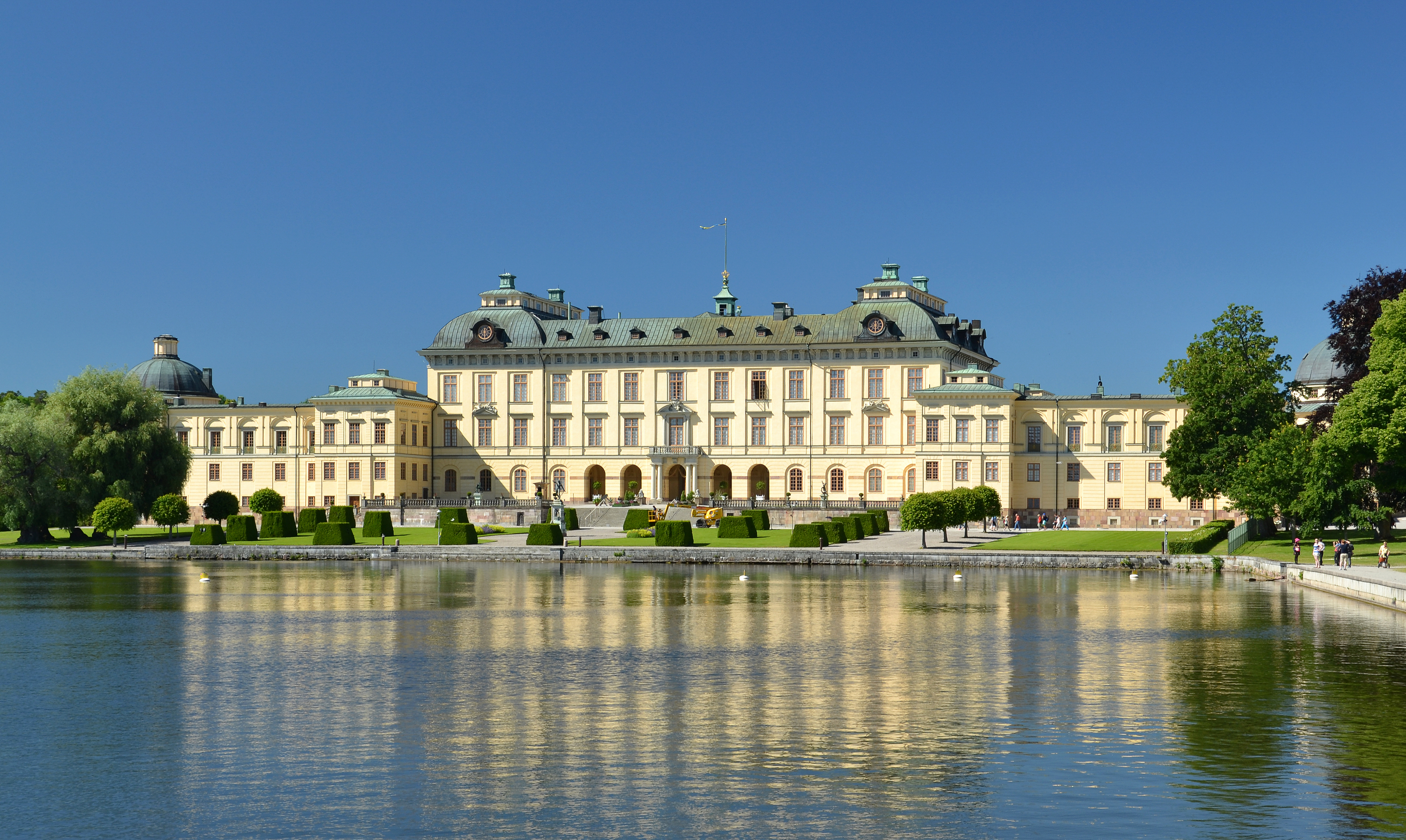
Oostzijde van slot Drottningholm
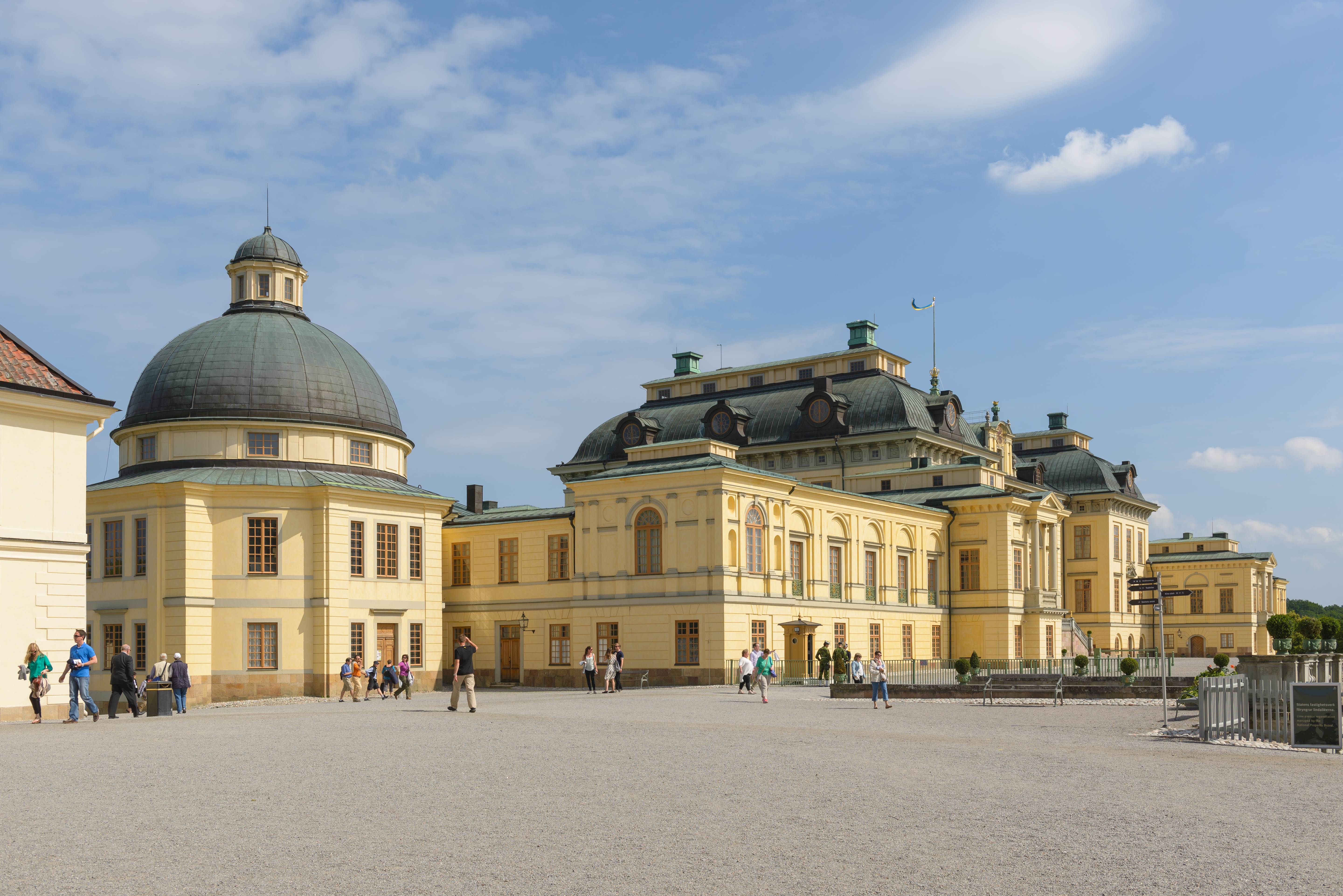
Slot en slotkapel (links), gezien vanaf het theaterplein
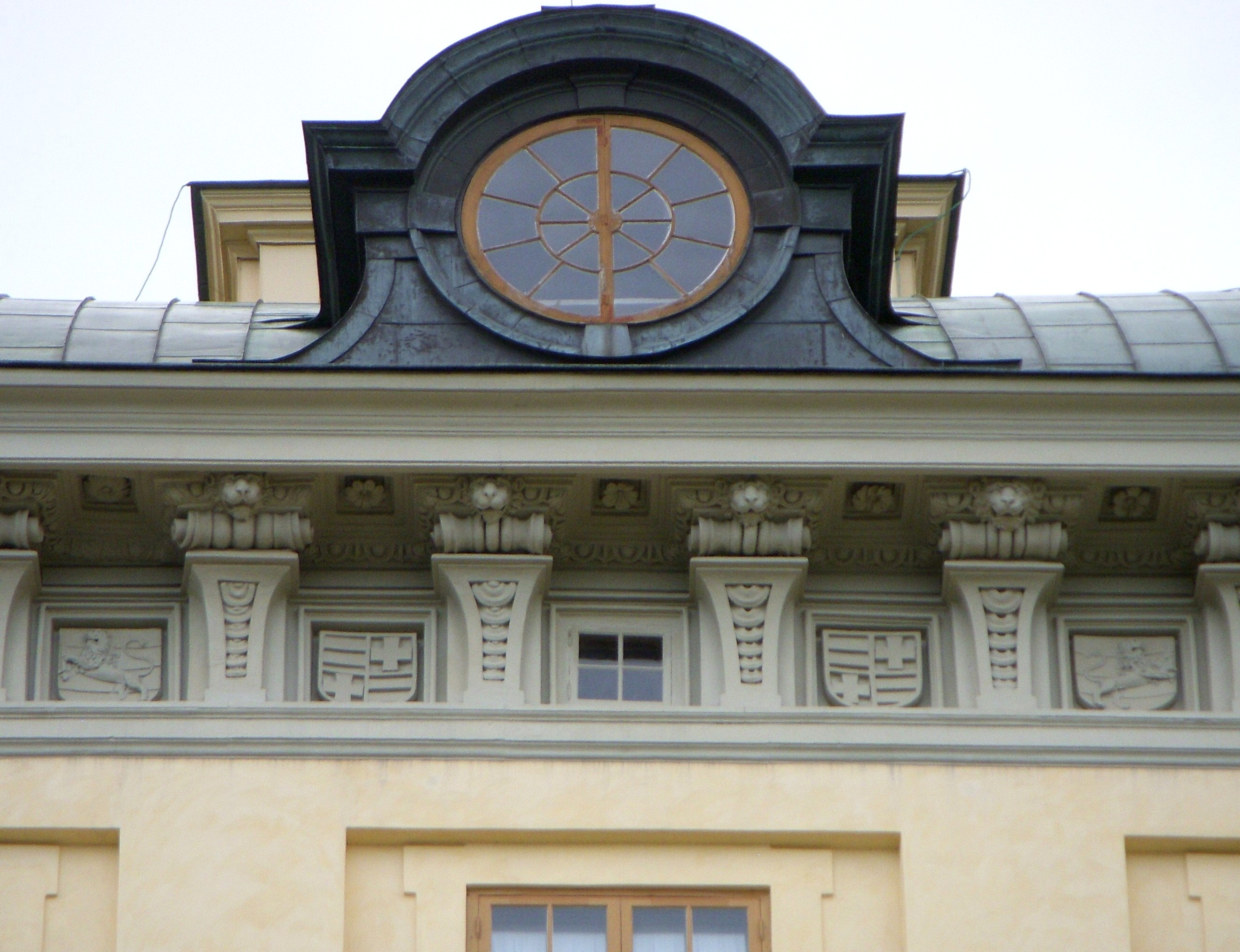
Detail van de gevel van het slot
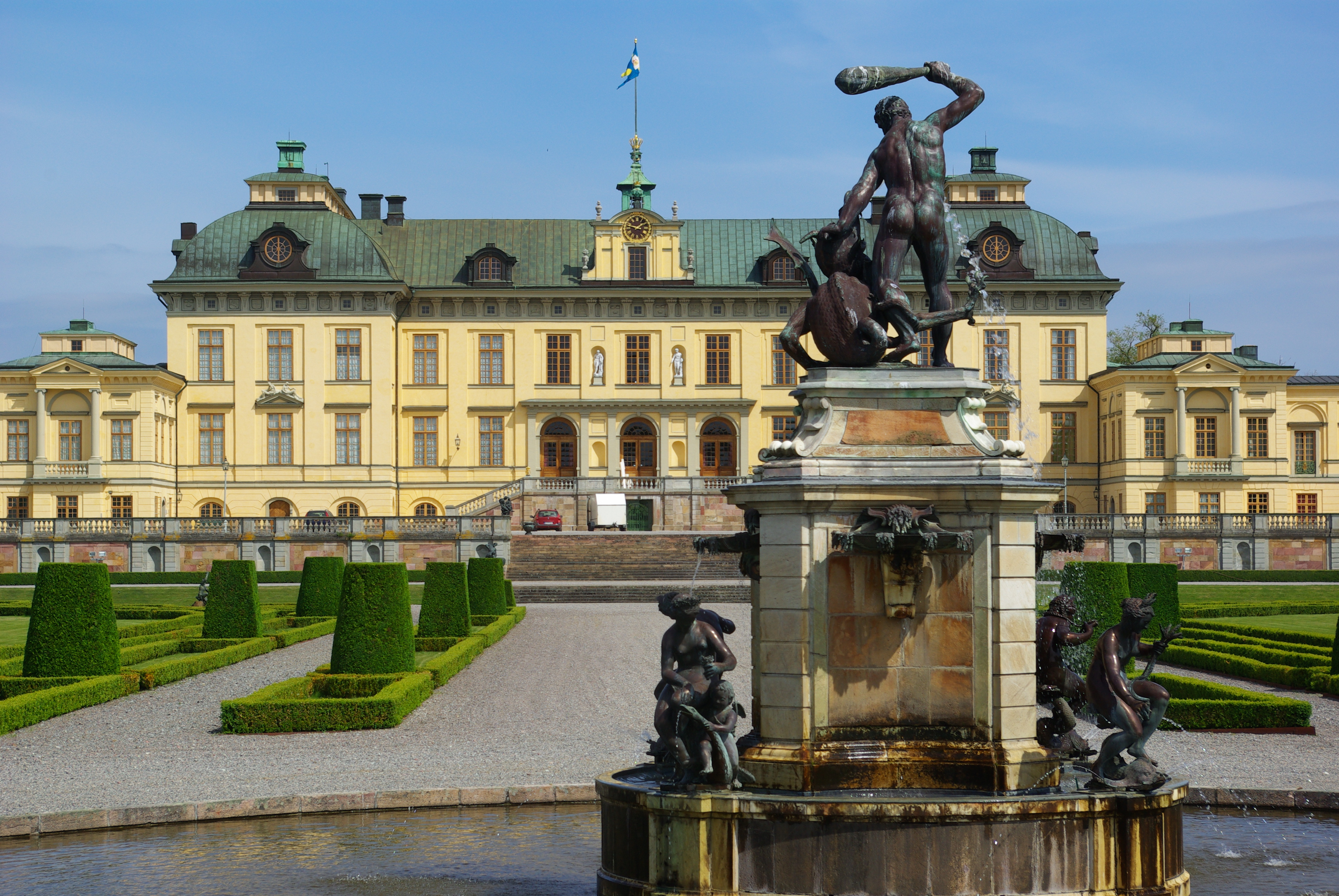
Herculesfontein in de baroktuin
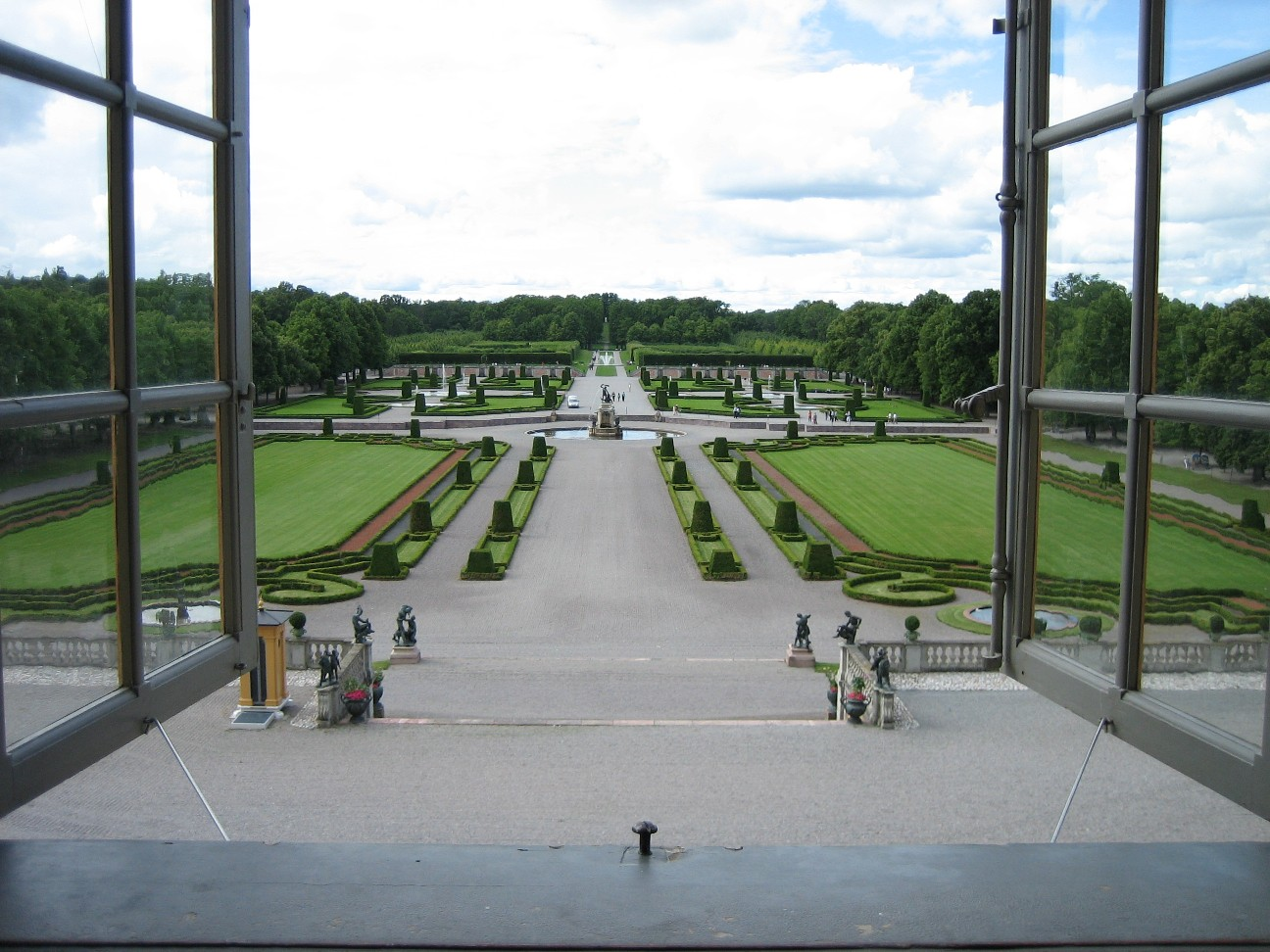
De baroktuin gezien vanuit het slot
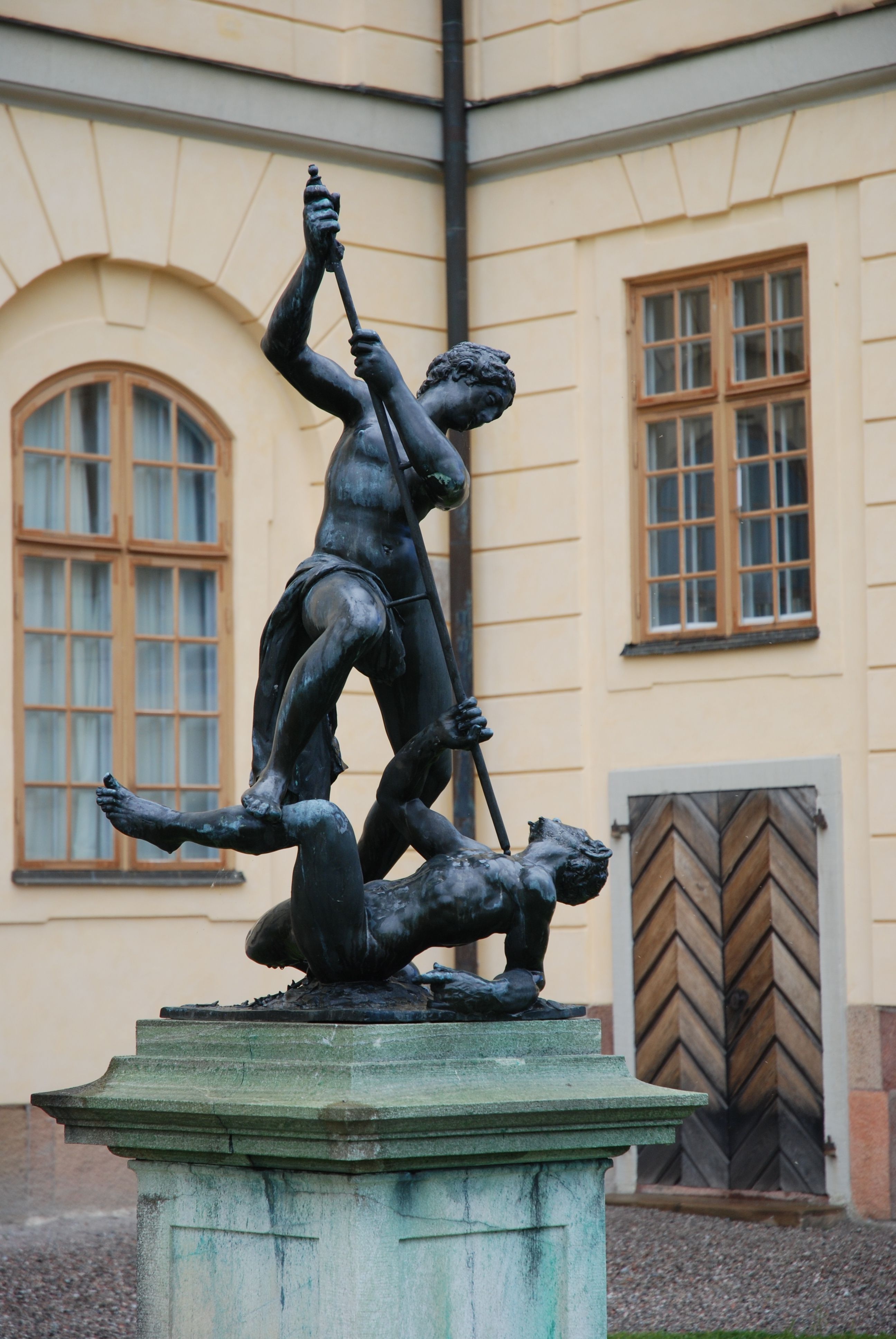
Een van de beelden van Adriaen de Vries
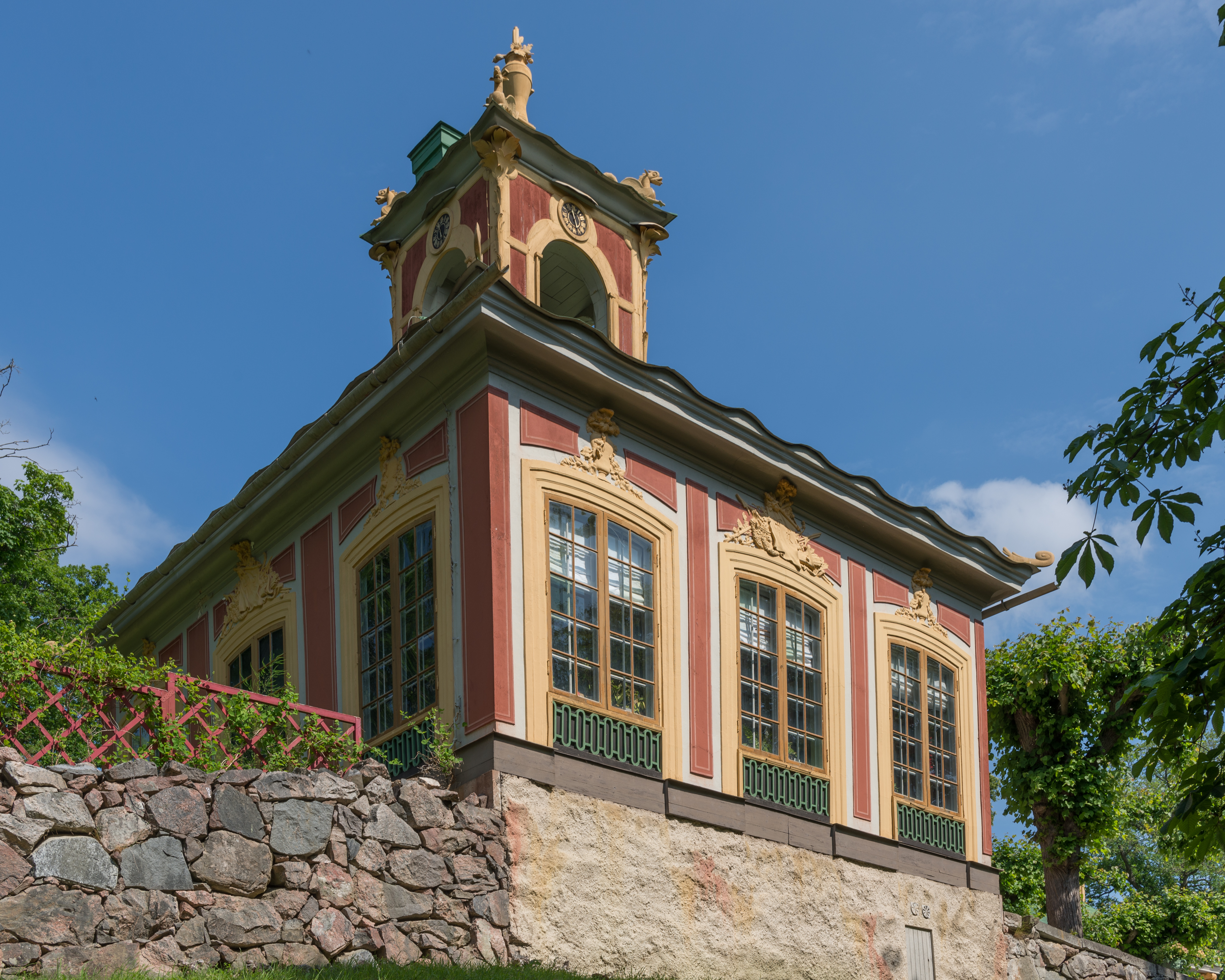
Het Chinese paviljoen.
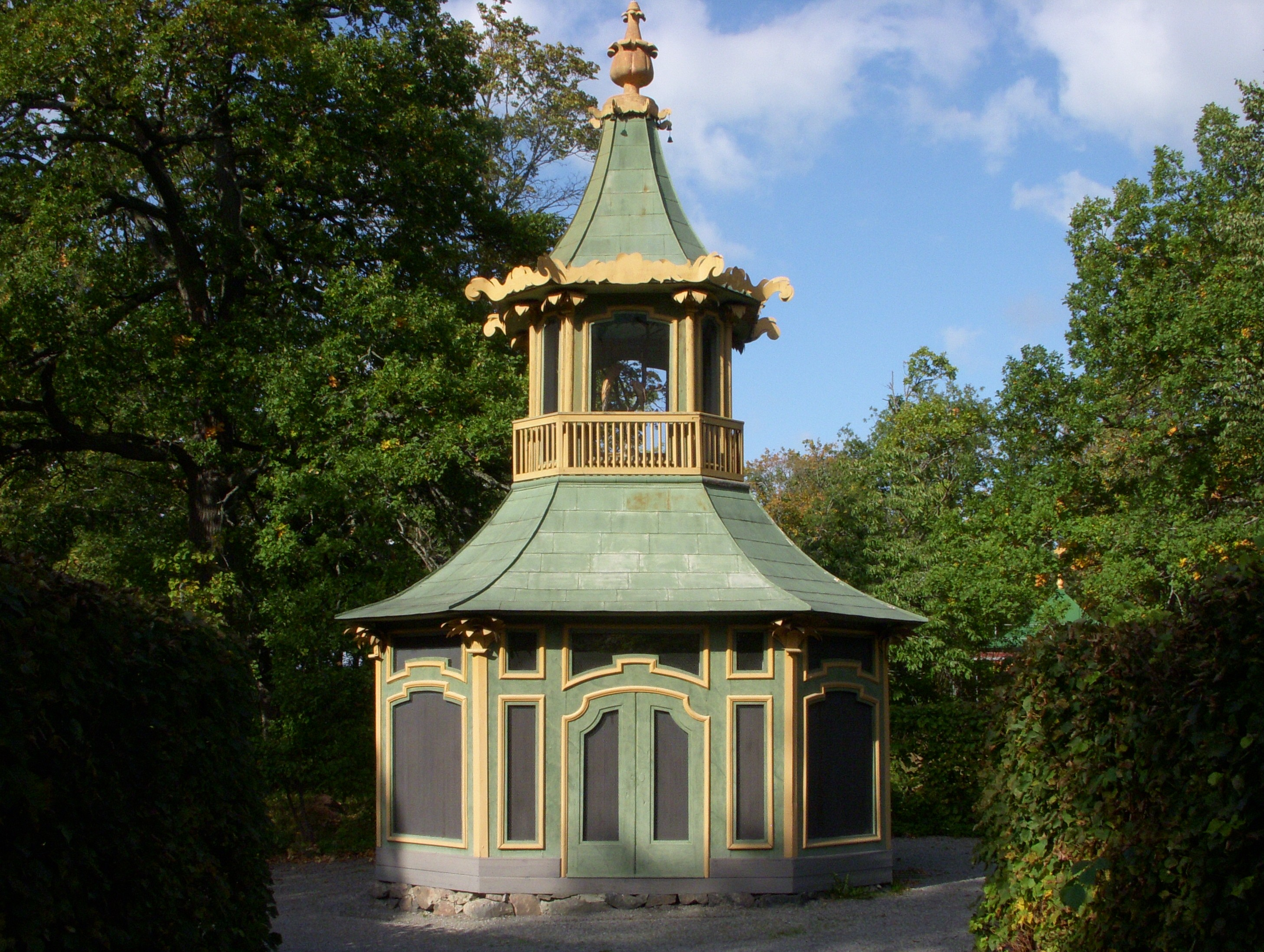
Volière bij het Chinese paviljoen
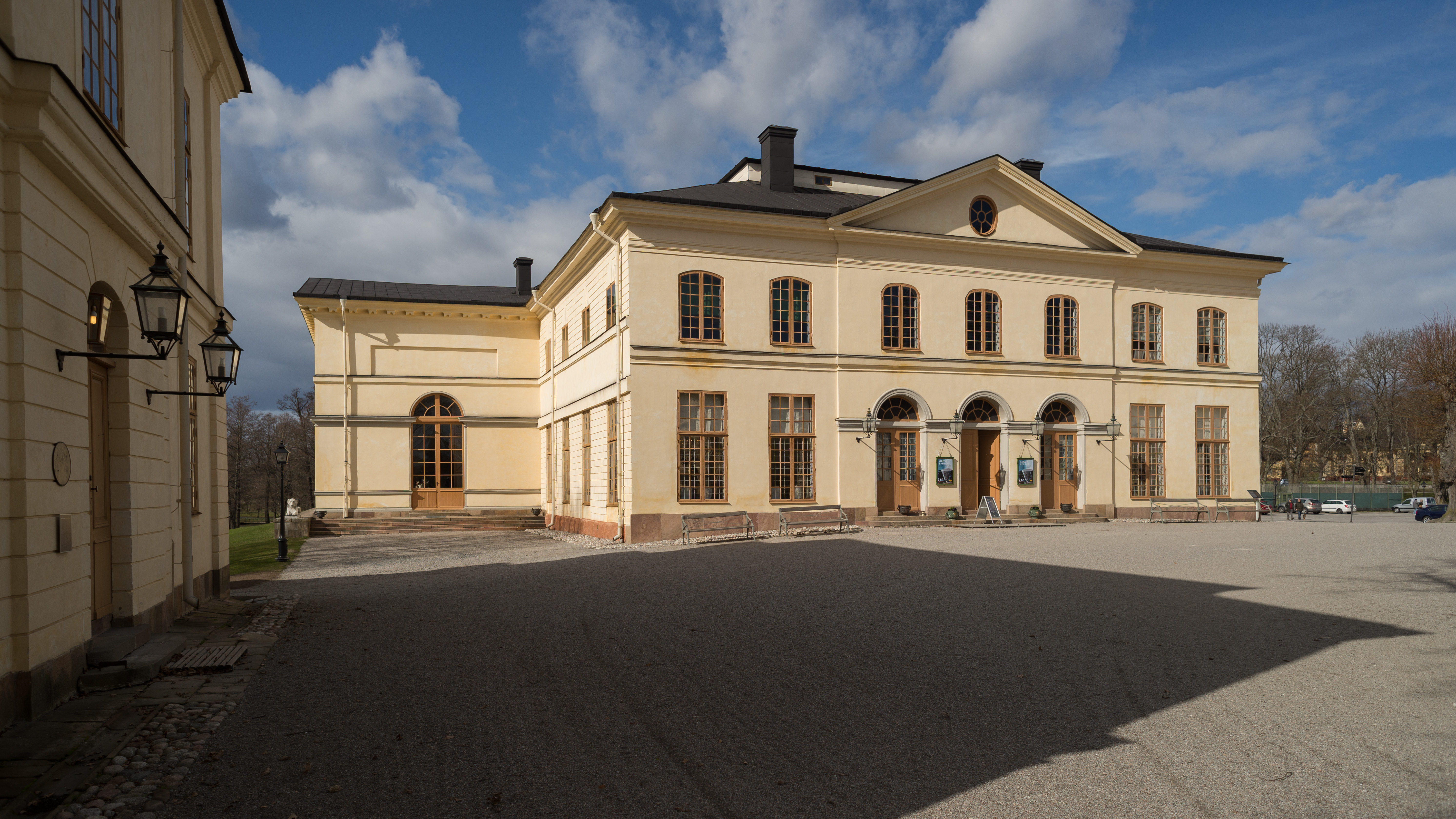
Het slottheater
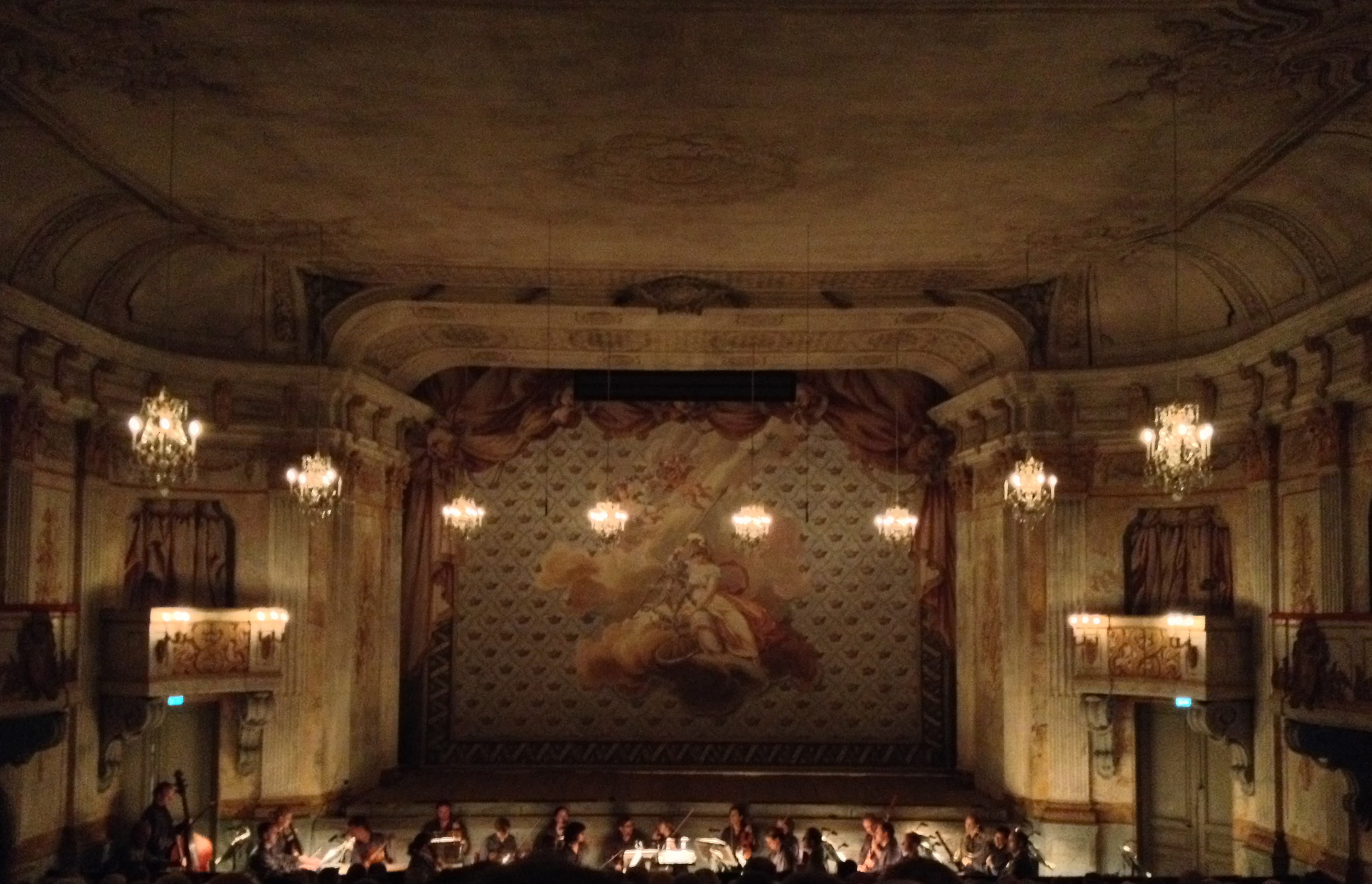
Interieur van het slottheater
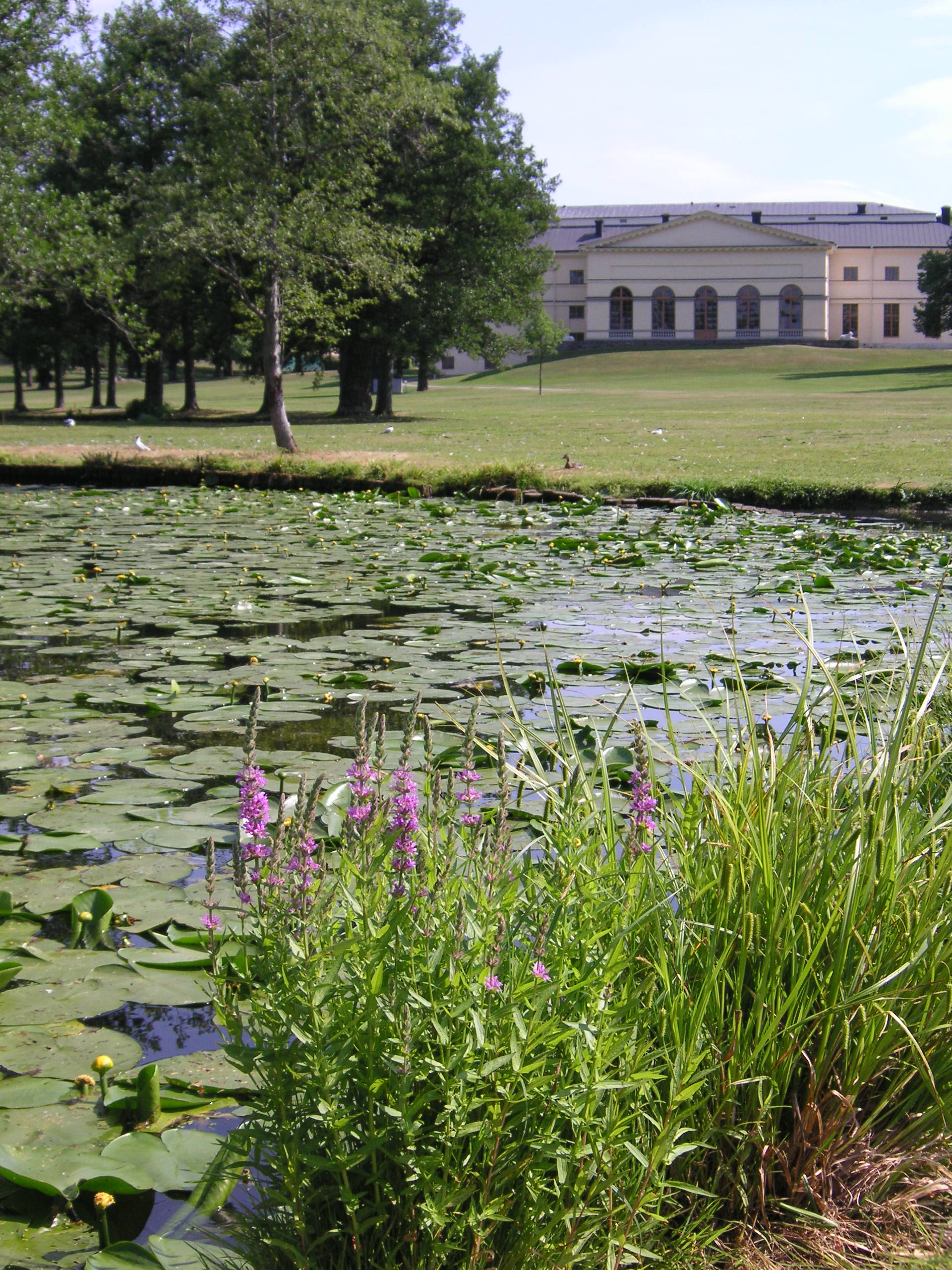
Slottheater, gezien vanuit de Engelse tuin
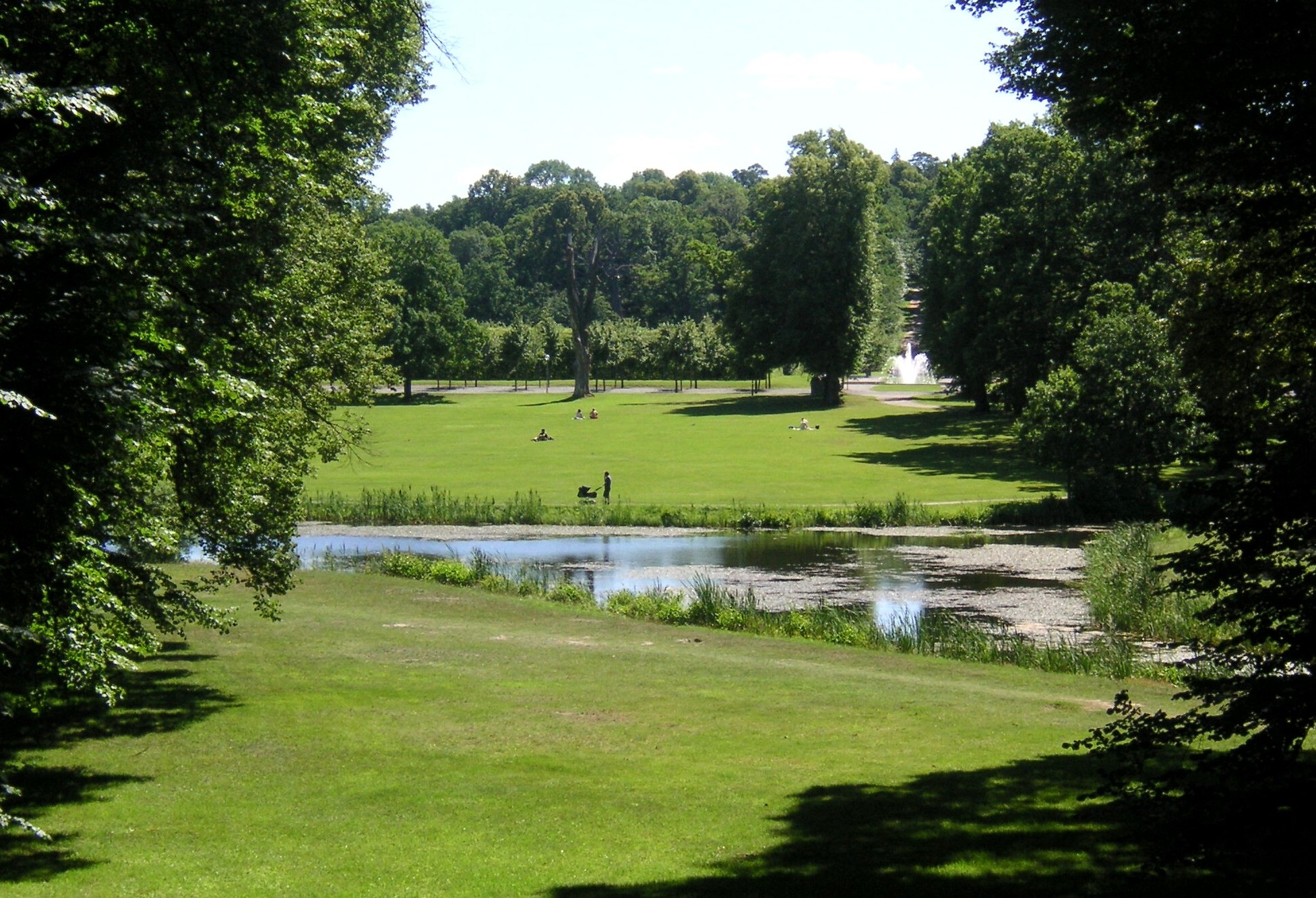
Engelse tuin